# Psilogramma obscura
Psilogramma obscura är en fjärilsart som beskrevs av Adolf G. Closs 1915. Psilogramma obscura ingår i släktet Psilogramma och familjen svärmare. Inga underarter finns listade.